# جوزيف ويستفال
جوزيف دبليو ويستفال (بالإنجليزية: Joseph W. Westphal)‏ (من مواليد 26 يناير 1948) وكان سفيرا للولايات المتحدة لدى المملكة العربية السعودية.

## نشأته وتعليمه
ولد في عاصمة التشيلية، سانتياغو . وحصل على درجة البكالوريوس في الآداب من جامعة أدلفي في نيويورك، وعلى درجة الدكتوراه في العلوم السياسية من جامعة ميسوري.

## وصلات خارجية
- Westphal مرات الظهور على سي-سبان

| المناصب الدبلوماسية | المناصب الدبلوماسية                                               | المناصب الدبلوماسية  |
| ------------------- | ----------------------------------------------------------------- | -------------------- |
| سبقه جيمس سميث      | سفراء الولايات المتحدة لدى المملكة العربية السعودية 2014–حتى الان | تبعه مازال في المنصب |